# Italijanski vstop v prvo svetovno vojno
Italija je v prvo svetovno vojno vstopila 23. maja 1915, ko je napovedala vojno Avstro-Ogrski, z namenom dokončne nacionalne enotnosti. Zato se v zgodovinopisju italijansko sodelovanje v prvi svetovni vojni obravnava tudi kot četrta italijanska osamosvojitvena vojna, kot zaključek niza vojaških operacij za združitev italije, ki so se začele s prvo italijansko vojna za neodvisnost med revolucijami leta 1848.
Pred vstopom v vojno je Italija aprila 1915 skupaj z antantnimi silami podpisala Londonski sporazum, v katerem ji je bilo obljubljeno, da če bo zmagala v vojni z Avstro-Ogrsko, bo za povračilo dobila več avstro-ogrskih ozemelj, vključno z Južno Tirolsko, Istro in Dalmacijo. Na podlagi tega je Italija prestopila na stran antante in mesec dni pozneje vstopila v vojno. 